# Percina macrocephala
Percina macrocephala es una especie de peces de la familia Percidae en el orden de los Perciformes.

## Morfología
Los machos pueden llegar alcanzar los 12 cm de longitud total.

## Distribución geográfica
Se encuentran en Norteamérica.

## Hábitat
Habita en zonas rocosas con un flujo fuerte, generalmente aguas arriba o aguas abajo de remansos. Es común verlo en ríos claros de tamaño pequeño a mediano. También habita en arroyos.